# داني ألين-بيج
داني ألين-بيج (بالإنجليزية: Danny Allen-Page)‏ هو لاعب كرة قدم بريطاني في مركز الدفاع، ولد في 30 أكتوبر 1983 في لندن في المملكة المتحدة. لعب مع كريستال بالاس ونادي برينتفورد ونادي فارنبوروه.

## وصلات خارجية
- داني ألين-بيج على موقع قاعدة بيانات كرة القدم.إي يو (الإنجليزية)
- داني ألين-بيج على موقع Soccerbase.com (لاعب) (الإنجليزية)